# Pietro Cocolin
Pietro Cocolin, italijanski rimskokatoliški duhovnik, škof, nadškof, * 2. avgust 1920, Saciletto pri Rudi, † 11. januar 1982.

## Življenjepis
3. junija 1944 je prejel duhovniško posvečenje.
26. junija 1967 je postal nadškof Gorice in Gradiške; škofovsko posvečenje je prejel 3. septembra istega leta.
Ta položaj je zasedal do svoje smrti.